# Tour Jürgensen
Die Tour Jürgensen befindet sich auf dem Hügel Colline de La Caroline in der Gemeinde Le Locle des Kantons Neuenburg in der Schweiz.

## Geschichte
Die Familie des dänischen Uhrenunternehmers Jules Frederik Jürgensen erbaute den im florentinisch-neugotischen Mischstil errichteten Turm zwischen 1870 und spätestens vor 1880 (erste Nennung im Grundbuch). Die Gründe, die die Jürgensen zum Bau des isoliert im Wald stehenden Turms bewogen, sind nicht dokumentiert. Laut dem Buchautor Stefan Ansermet ist die realistischste Vermutung, dass der Turm als Mausoleum gedacht war. Es ist nämlich eine Marmor-Urne in den Beton eingelassen, welche Jürgensens Initialen J.-F.-U.-J. trägt, wobei sich diese auch auf dessen Sohn Jules II beziehen können. Denkbar ist es, dass die Urne mit der Inschrift aus einem Gedicht von Jules II, verfasst nach der Schlacht von Sedan 1870, « On n’est jamais vaincu lorsqu’on est immortel » (dt. «Man ist nie besiegt, wenn man unsterblich ist»), zu einem bestimmten Zeitpunkt das Herz Jürgensens Senior († 1877) enthalten hat, was eine zeittypische Praxis des romantisch beeinflussten Bürgertums war.
1992 war der Turm in einem sehr schlechten Zustand. Zahlreiche Vandalen und Schatzsucher (Raubgrabung) hatten sich daran zu Schaffen gemacht. So wurde beispielsweise die Urne in den 1970er Jahren herausgerissen und die unbekannten Täter hatten sie vergeblich aufzubrechen versucht. Sie wurde später von Spaziergängern gefunden und befindet sich heute wieder an der ursprünglichen Stelle im Turm. Die Gemeinde Les Brenets, zu der das Gebiet vor der Gemeindefusion mit Le Locle gehörte, erwog den Abbruch des baufälligen Denkmals. 1993 wurde es jedoch von einem Verein zum symbolischen Preis von 1 Franken übernommen und mit der finanziellen Hilfe der Eidgenossenschaft, des Kantons Neuenburg und privater Spender renoviert. Die Einweihung fand 1998 statt. Eine radiografische Untersuchung ergab, dass das Fundament keinerlei (Edel)Metalle enthält. Es befindet somit kein Schatz im Fundament der unter Denkmalschutz stehenden Tour Jürgensen.

## Beschreibung
63 Treppenstufen führen auf die Aussichtsplattform in 12,5 Meter Höhe. Von dieser hat man eine Aussicht auf die ehemalige Gemeinde Les Brenets in der Schweiz sowie die Gemeinde Villers-le-Lac auf französischem Gebiet, auf den See Lac des Brenets sowie auf diverse Jurahügel. Vom Parkplatz an der Rue du Châtelard erreicht man den Turm in ca. 15 Minuten.

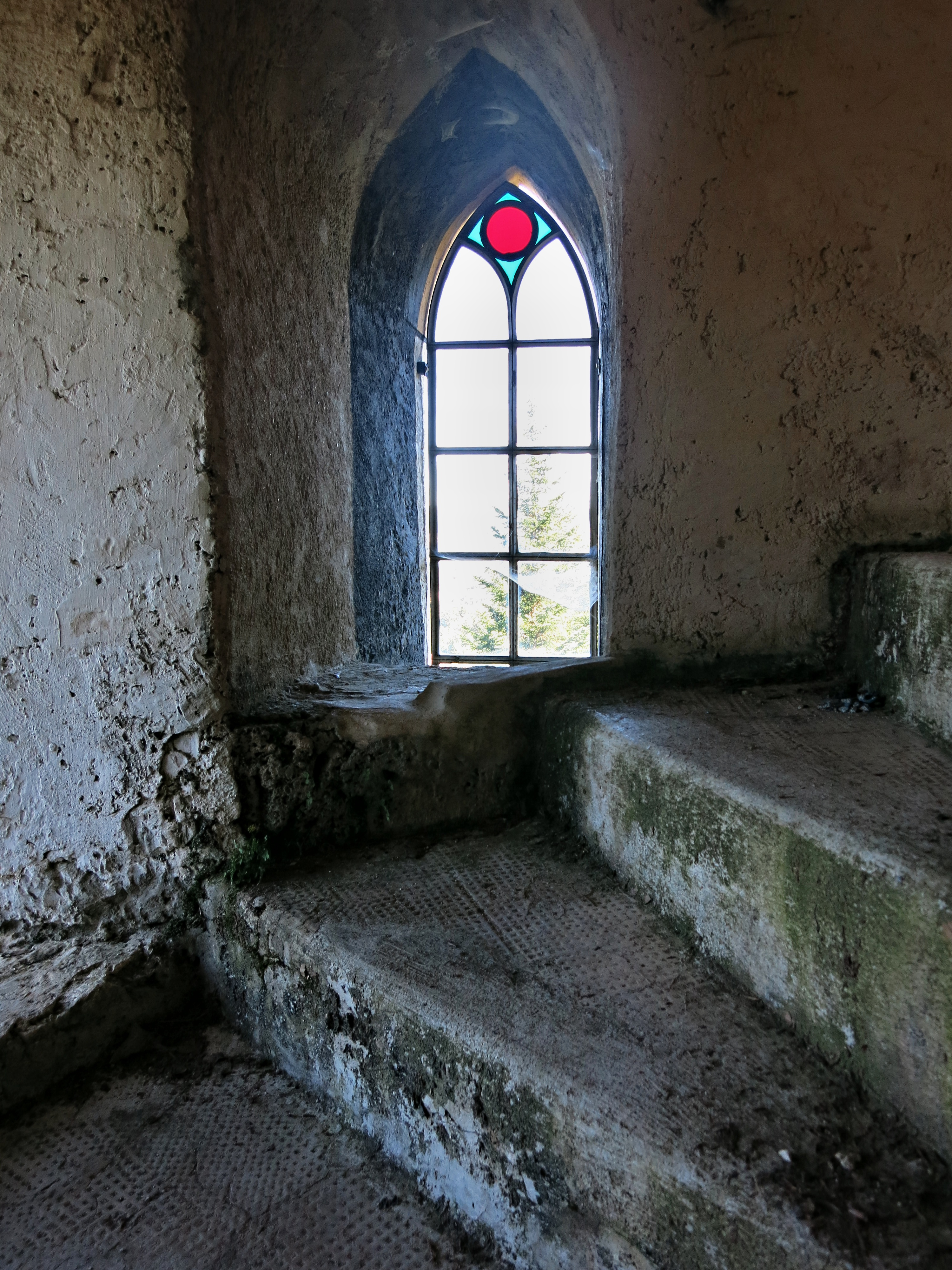
Treppe
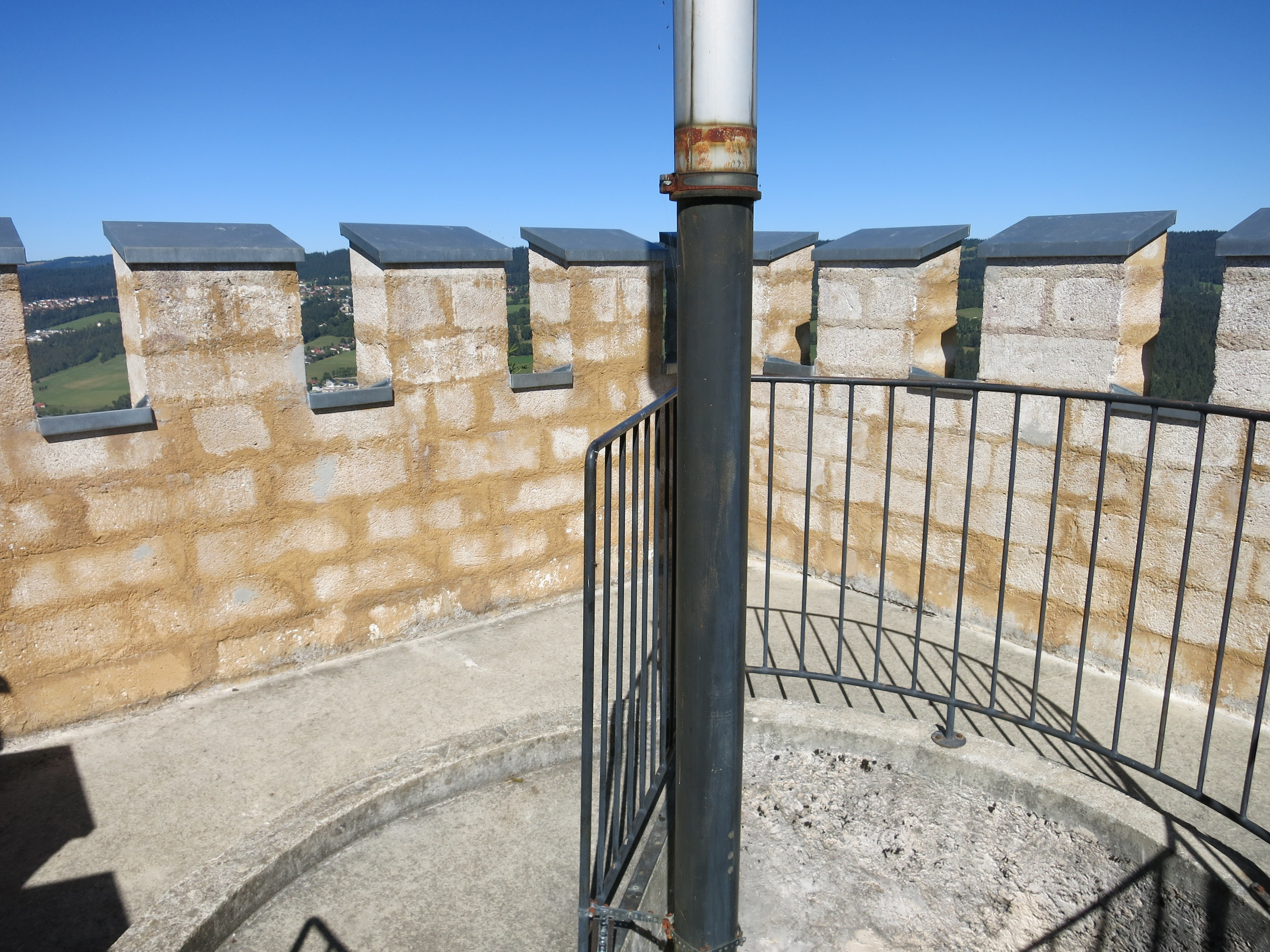
Aussichtsplattform